# Rondonia rondoni
Rondonia rondoni ist eine Art der Spulwürmer und ein Darmparasit bei Fischen. Er kommt in Südamerika in den Flussgebieten von Amazonas und Río de la Plata vor. Wirte sind beispielsweise Riesenpacu, der Wels Pterodoras granulosus und Myloplus asterias.

## Merkmale
Rondonia rondoni hat die Merkmale der Gattung Rondonia. Männchen von  sind 4,7 bis 8,25 mm lang und 0,14 bis 0,31 mm dick, Weibchen 5,2 bis 8,7 mm lang und 0,21 bis 0,35 ,mm dick. Das Schwanzende der Männchen ist bauchwärts gekrümmt. Die Kutikula ist fein quergestreift. Das Vorderende trägt drei zweilappige Lippen, wobei jeder Lappen eine Papille trägt. Die Ausscheidungspore liegt auf Höhe des Bulbus des Ösophagus.